# بول غراهام (مصور)
بول غراهام (بالإنجليزية: Paul Graham)‏ (و. 1956  م) هو مصور، وفنان، ومدرس بريطاني.

## التعليم
تعلم في جامعة برستل
.

## جوائز
حصل على جوائز منها:
- جائزة هاسلبلاد  [لغات أخرى]‏ (2012)
- زمالة غوغنهايم